# Gölyazı, Terme
Gölyazı là một thị trấn thuộc huyện Terme, tỉnh Samsun, Thổ Nhĩ Kỳ. Dân số thời điểm năm 2010 là 1.681 người.